# Angéline de Montbrun
Angéline de Montbrun est un roman de Laure Conan paru en 1881 et 1882. Premier roman psychologique publié au Canada français, il s’agit également de l’un des textes les plus commentés de la littérature québécoise.
Le roman été publié d'abord en feuilleton dans La Revue canadienne entre juin 1881 et août 1882. La première publication sous forme de livre date de 1884 (Québec, Imprimerie Léger Brousseau).

## Résumé
Maurice Darville est amoureux d'Angéline de Montbrun. Le père de celle-ci, autoritaire et reclus, a fui le monde et les richesses pour vivre avec sa fille sur une ferme à Gaspé. Il accepte le mariage pour les vingt ans de sa fille. Maurice part faire des études en France et à son retour, le père d'Angéline, pour qui elle a un attachement intransigeant, se tue dans un accident de chasse.
Angéline tombe alors « dans une prostration complète, absolue, qui fit désespérer de sa vie ». Sujette à des défaillances, elle tombe un jour sur le pavé et reste défigurée.
Angéline croit ensuite voir un affaiblissement des sentiments de Maurice pour elle et le rejette. Elle refuse de le revoir malgré ses protestations d'amour et s'abîme dans une névrose ou une sublimation mêlée de religion, voulant faire de sa vie un sacrifice, croyant avoir senti une telle demande dans les dernières paroles de son père agonisant.

## Éditions
- Laure Conan et Nicole Bourbonnais (éditrice scientifique), Angéline de Montbrun, Montréal, Presses de l’Université de Montréal, Bibliothèque du Nouveau Monde, 2007 (lire en ligne) ; texte fondé sur l'édition de 1919, dernière revue et corrigée par l'autrice, disponible dans la Bibliothèque mobile de littérature québécoise[4].
- Angéline de Montbrun, texte conforme à l'édition revue et corrigée de 1905, avec une postface, une chronologie et une bibliographie de Lori Saint-Martin sur BAnQ numérique. Montréal, Boréal, 2002
- Angéline de Montbrun, Beauceville, L'Éclaireur    (Wikisource), 1919 (cinquième édition[5])
- Angéline de Montbrun, 3e édition revue et corrigée, Québec, Éd. Marcotte, Imprimeur-Relieur, 1905,
- Angéline de Montbrun sur Google Livres, Québec, Joseph-Alfred Langlais, 1886
- Angéline de Montbrun sur BAnQ numérique. Québec, Imprimerie Léger Brousseau, 1884
- Angéline de Montbrun, Québec, Codicille éditeur (« Bibliothèque mobile de littérature québécoise »), 2020. (HTML)